# Nagroda Nikkan Sports Film Nagroda Specjalna
Nagroda Nikkan Sports Film Nagroda Specjalna to nagroda przyznawana podczas Nagród Nikkan Sports Film.

## Lista zwycięzców
| Ceremonia                                                | Rok  | Aktor/Aktorka                | Film                   |
| -------------------------------------------------------- | ---- | ---------------------------- | ---------------------- |
| 1                                                        | 1988 | –                            | –                      |
| 2                                                        | 1989 | Hibari Misora Yūsaku Matsuda |                        |
| 3                                                        | 1990 | Seiko Matsuda                | Dotchi mo Dotchi       |
| 4                                                        | 1991 | Tadashi Imai                 | Sensō to Seishun       |
| 5                                                        | 1992 | –                            | –                      |
| 6                                                        | 1993 | Kinichi Hagimoto             | Kinchan no Cinema Jack |
| 7                                                        | 1994 | –                            | –                      |
| 8                                                        | 1995 | Nobuko Otowa                 |                        |
| 9                                                        | 1996 | Kiyoshi Atsumi               |                        |
| 10                                                       | 1997 | –                            | –                      |
| 11                                                       | 1998 | Akira Kurosawa               |                        |
| 12                                                       | 1999 | –                            | –                      |
| 13                                                       | 2000 | –                            | –                      |
| 14                                                       | 2001 | –                            | –                      |
| 15                                                       | 2002 | –                            | –                      |
| 16                                                       | 2003 | –                            | –                      |
| 17                                                       | 2004 | –                            | –                      |
| 18                                                       | 2005 | –                            | –                      |
| 19                                                       | 2006 | Shōhei Imamura               |                        |
| 20                                                       | 2007 | –                            | –                      |
| 21                                                       | 2008 | –                            | –                      |
| 22                                                       | 2009 | Hisaya Morishige             |                        |
| 23                                                       | 2010 | –                            | –                      |
| 24                                                       | 2011 | –                            | –                      |
| 25                                                       | 2012 | Kaneto Shindō                |                        |
| 26                                                       | 2013 | –                            | –                      |
| 27                                                       | 2014 | Ken Takakura                 |                        |
| 28                                                       | 2015 | Yūkichi Shinada              |                        |
| 29                                                       | 2016 | –                            | –                      |
| 30                                                       | 2017 | –                            | –                      |
| 31                                                       | 2018 | –                            | –                      |
| 32                                                       | 2019 | –                            | –                      |
| 33                                                       | 2020 | Tetsuya Watari               |                        |
| 34                                                       | 2021 | –                            | –                      |
| 35                                                       | 2022 | –                            | –                      |
| 36                                                       | 2023 | –                            | –                      |
| - „–” oznacza, że w tych latach nagrody nie przyznawano. |      |                              |                        |